# اوگو اوفستتر
اوگو اوفستتر (فرانسوی: Hugo Hofstetter‎؛ زادهٔ ۱۳ فوریهٔ ۱۹۹۴) دوچرخه‌سوار اهل فرانسه است.
از باشگاه‌هایی که در آن رکاب زده‌است می‌توان به تیم دوچرخه‌سواری کوفیدیس اشاره کرد.